# نیدرورت
نیدرورت (به آلمانی: Niederwerth) یک شهر در آلمان است که در ماین-کبلنتس واقع شده‌است. نیدرورت ۱٬۳۸۸ نفر جمعیت دارد.